# Sondre Norheim
Sondre Norheim (10. juni 1825 – 9. marts 1897) regnes for den første, og af mange også største, pioner indenfor moderne skiløb. ”Verdens første skibums”.
Sondre blev født på den lille gård Øverbø i Morgedal, Telemark.
Allerede som helt ung brugte han en stor del af sin tid på at køre ski på bakkerne i Morgedal. Hidtil havde skien primært været et transportmiddel til at komme rundt om vinteren, men Sondre brugte dem til leg, for eksempel hop. Der findes billeder af Sondre der hopper fra hustage.
Han blev hurtigt kendt for sine evner i skiløb og udviklinger indenfor skiteknik. Især bindinger der gik bag om hælen, hvor skien før kun var hæftet til tæerne og ski med indsving/talje for at lette sving.
Sondre tilskrives udviklingen af telemarksvinget, hvor inderskien i svinget er skudt bagud.
I 1868 blev han inviteret til den første nationale skikonkurrence i Christiania (Oslo), hvor han slog sine yngre konkurrenter med en stor margin. Her gjorde han brug af en hidtil uset svingteknik, hvor begge ben holdes samlet parallelt hele svinget igennem. Det blev døbt ’Christianiasvinget’ og er i dag er den mest udbredte stil, ’slalom’- eller ’alpinstil’. Hans berømmelse steg ud over landegrænserne og norske ord som 'ski' og 'slalom' blev kendt verden over.
I 1884 emigrerede Sondre, som så mange andre af sine naboer i Morgedal, til USA med det meste af sin familie. Efter en tid i Minnesota flyttede de til North Dakota nær Villard.
Han fortsatte med at stå på ski når han havde chancen, skønt klimaet og landskabet på Dakotas prærie gav få muligheder.
Det siges at han altid havde et par ski stående uden for sin dør.
Med alderen blev Sondre mere religiøs og var med til at bygge en lutheransk kirke i Villard.
Han døde i 1897 og blev begravet i Denbigh, North Dakota. Indtil for nylig var hans grav umærket, men nu pryder en mindesten stedet.
Den olympiske ild blev tændt på Sondre Nordheims fødested, Øverbø, til vinter-OL i Oslo i 1952 og Squaw Valley i 1960. Prinsesse Märtha Louise tændte den olympiske ild på Øverbø til vinter-OL på Lillehammer 1994.